# Tống Phổ Tuyển
Tống Phổ Tuyển (tiếng Trung: 宋普选; sinh tháng 3 năm 1954) là Thượng tướng Quân Giải phóng Nhân dân Trung Quốc (PLA) đã nghỉ hưu. Ông từng là Bộ trưởng Bộ Bảo đảm Hậu cần Quân ủy Trung ương từ tháng 9 năm 2017 đến năm 2019, Tư lệnh Chiến khu Bắc bộ, Tư lệnh Quân khu Bắc Kinh, Phó Tư lệnh Quân khu Nam Kinh và Hiệu trưởng Đại học Quốc phòng PLA.

## Tiểu sử
Tống Phổ Tuyển sinh tháng 3 năm 1954 tại huyện Bác Hưng, tỉnh Sơn Đông. Năm 1969, ông gia nhập Quân Giải phóng Nhân dân Trung Quốc (PLA) và phục vụ ở Quân khu Tế Nam trong nhiều thập kỷ. Ông từng là Sư đoàn trưởng trong Tập đoàn quân 67, Tham mưu trưởng Tập đoàn quân 54 và Phó Tham mưu trưởng Quân khu Tế Nam. Ông có một bằng cử nhân từ Đại học Quốc phòng PLA và bằng tốt nghiệp về triết học Marx-Lenin từ Đại học Sơn Đông.
Năm 2002, Tống Phổ Tuyển được thăng quân hàm Thiếu tướng. Năm 2006, ông được bổ nhiệm làm Tư lệnh Tập đoàn quân 54, Quân khu Bắc Kinh, kế nhiệm Hoàng Hán Tiêu. Năm 2008, Tập đoàn quân 54 đã tham gia vào những nỗ lực cứu trợ của trận động đất lớn Tứ Xuyên dưới sự lãnh đạo của ông.
Năm 2009, Tống Phổ Tuyển được thăng chức làm Phó Tư lệnh Quân khu Nam Kinh, kế nhiệm Trung tướng Từ Thừa Vân, người đã nghỉ hưu. Ông được thăng quân hàm Trung tướng năm 2010. Tháng 7 năm 2013, ông được bổ nhiệm giữ chức vụ Hiệu trưởng Đại học Quốc phòng PLA, thay thế Vương Hỷ Bân. Tháng 12 năm 2014, Tống Phổ Tuyển kế nhiệm Trung tướng Trương Sĩ Ba làm Tư lệnh Quân khu Bắc Kinh, trong khi Trương Sĩ Ba tiếp quản chức vụ cũ của Tống Phổ Tuyển là Hiệu trưởng Đại học Quốc phòng PLA. Nó được coi là một sự điều chuyển lạ thường của nhà lãnh đạo tối cao Tập Cận Bình, vì Tống Phổ Tuyển không phải là Ủy viên Ủy ban Trung ương Đảng Cộng sản Trung Quốc khóa XVIII, trong khi hầu hết các tư lệnh trước đây của Quân khu Bắc Kinh, bao gồm Trương Sĩ Ba, là Ủy viên Ủy ban Trung ương Đảng.
Ngày 31 tháng 7 năm 2015, một ngày trước dịp kỷ niệm 88 năm thành lập Quân Giải phóng Nhân dân Trung Quốc, Tống Phổ Tuyển được phong quân hàm Thượng tướng, quân hàm cao nhất đối với các sĩ quan quân đội PLA đang tại ngũ, cùng được thăng hàm với ông là chín sĩ quan khác.
Tống Phổ Tuyển là tổng chỉ huy duyệt binh Ngày Chiến thắng Trung Quốc 2015 đánh dấu kỷ niệm lần thứ 70 chiến thắng trước Nhật Bản.
Ngày 1 tháng 2 năm 2016, Chủ tịch Quân ủy Trung ương Tập Cận Bình ra tuyên bố giải thể 7 đại Quân khu: Bắc Kinh, Thẩm Dương, Tế Nam, Nam Kinh, Quảng Châu, Lan Châu và Thành Đô để thiết lập lại thành 5 Chiến khu, là Chiến khu Đông, Chiến khu Bắc, Chiến khu Nam, Chiến khu Tây và Chiến khu Trung ương; Tống Phổ Tuyển được bổ nhiệm làm Tư lệnh Chiến khu Bắc bộ.
Tháng 9 năm 2017, Tống Phổ Tuyển được bổ nhiệm giữ chức vụ Bộ trưởng Bộ Bảo đảm Hậu cần Quân ủy Trung ương, kế nhiệm Thượng tướng Triệu Khắc Thạch.